# Főzelék

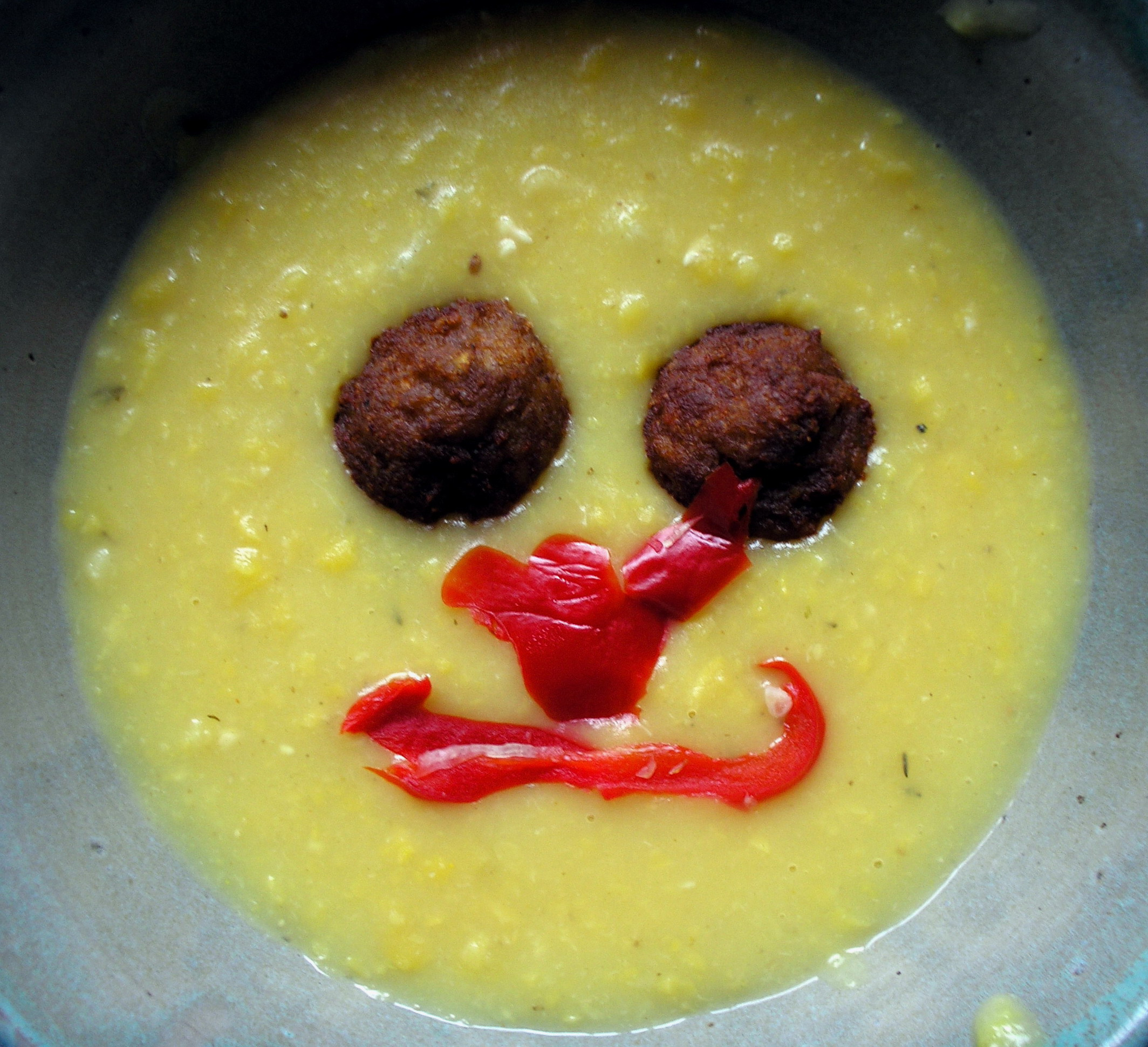
Húsgolyóval és paprikával díszített főzelék

A főzelék eredeti koncepciójában zöldségből és ritkábban gyümölcsből készült fogás, amely (köret helyett) a feltéttel együtt teljes értékű főételt képez. Szinte bármiből készülhet, például borsó, burgonya (krumpli), spenót, tök, zöldbab, bab, káposzta, kelkáposzta, lencse, sárgaborsó, vagy ritkábban brokkoli, karfiol, kukorica stb.  Vagdalttal (fasírozott), sült vagy rántott húsokkal, sült kolbásszal, virslivel, tükörtojással, rántott sajttal, esetleg egyéb feltéttel tálalják.

## Beltartalmi értékei
A teljes értékű táplálkozásban fontos a növényi és az állati eredetű nyersanyagok megfelelő aránya. Ezért a főzelékek nagyon fontos szerepet töltenek be a korszerű, egészséges, étrend összeállításában, mivel előnyösen egészítik ki a húsból vagy tojásból készült ételeket.
Táplálkozás-élettani szempontból értékelve a főzelékek alapanyagait azt állapíthatjuk meg, hogy:
- energiatartalmuk általában alacsony (30-140 kcal/100 g), kivéve a száraz hüvelyeseket (kb. 320 kcal/100 g).
- fehérjetartalmuk – mely nem teljes értékű – igen alacsony, 1-2 g/100 g körüli. Vannak persze magasabb fehérje tartalmú színes-főzelékek is például zöldborsó 7 g/100 g, bimbóskel 4,7 g/100 g és természetesen a száraz hüvelyesek átlag 20 g/100 g.
- zsiradéktartalmuk elhanyagolható 0,2-0,3 g/100 g, legmagasabb a lencséé 1 g/100 g.
- szénhidráttartalmuk – keményítő és rost formában – változó és relatív alacsony, legmagasabb a burgonyáé 20 g/100 g.
- Igen jelentős a vízben oldódó vitamin- és az ásványianyag-tartalmuk.

## Készítése
A főzelékeket készíthetjük:
1. friss alapanyagból:
2. mélyhűtött alapanyagból:
3. konzervből:
4. száraz (sós vagy ecetes) alapanyagból:

A főzelékek általában úgy készülnek, hogy sós lében megfőzik a zöldséget, a levet besűrítik, majd sóval és fűszerekkel ízesítik. A sűrítés történhet habarással és rántással, illetve saját levének elfőzésével.
A főzeléket gyakran feltéttel tálalják (pl. pörkölttel, főtt vagy sült hússal, kolbászfélékkel, rántott zöldségfélékkel, rántott gombával vagy kemény tojással), de a főétel nem a feltét, hanem a főzelék. Ilyen értelemben vett főzeléket csak a magyarok készítenek, más népek a főzeléknövényeket leginkább köretként (párolva, grillezve) vagy salátaként fogyasztják.

## Fajtái

### Sűrített főzelékek
- az alapanyagot zsiradékon pároljuk, liszttel szórjuk, forrósítjuk, folyadékkal felengedjük, ízesítjük.
- az alapanyagot folyadékban főzzük, ízesített rántással vagy habarással sűrítjük, utóízesítjük.

A sűrített főzelékek a magyar konyha jellegzetességei. Gyakran feltéttel tálalják, (pl. pörkölttel, főtt vagy sült hús, kolbászfélék, rántott zöldségfélék, rántott gombával vagy kemény tojással), de a főétel nem a feltét, hanem a főzelék. Ilyen értelemben vett főzeléket csak a magyarok készítenek, más népek a főzeléknövényeket leginkább köretként (párolva, grillezve), vagy salátaként fogyasztják.

### Sűrítés nélküli főzelékek (zöldség köretek)
- angolos: az alapanyagot sós vízben főzzük vagy gőzöljük, olvasztott vajjal meglocsoljuk, vagy fűszervaj darabkákat szeletelünk rá.
- franciás: az alapanyagot vajon pároljuk, sóval, borssal, petrezselyemzölddel fűszerezzük. Tejszínnel is készíthető.
- lengyeles: a sós vízben főtt vagy gőzölt alapanyagot vajban aranysárgára pirított zsemlemorzsával locsoljuk meg. Alapvető hiba szokott lenni, hogy megszórják, nem pedig meglocsolják: folyékonynak kell lennie, tehát bő vajban pirítunk kevés zsemlemorzsát.
- brüsszeli: metéltre vagy kockára vágott angolszalonnát piros ropogósra sütjük, tálaláskor a főtt vagy gőzölt alapanyaghoz keverjük, tetejét reszelt sajttal hintjük meg.
- egyéb sűrítés nélküli főzelékek pl.: lecsó, párolt káposzta

### Sűrítés
Az anyag folyadéktartalmának csökkentése. Konyhatechnológiai művelet, amellyel az ételre jellemző állagot alakítjuk ki. A sűrítés alapanyagai (liszt, zsiradék, tej, tejföl, tojás stb.) növelik az étel energia-, és tápanyagtartalmát, és a sűrítés módjától függően fokozzák élvezeti értékét.

## A sűrítés fajtái
- rántás,
- habarás,
- hintés,
- manierozás (ejtsd: manírozás).

A sűrítés legkorszerűbb módja, amikor az ételt részben vagy egészen saját áttört alapanyagával sűrítjük. Ez esetben a megfőtt zöldség, gyümölcs 30%-át pépesítjük, és az étel többi részéhez keverjük. A hagyományos sűrítés így szükségtelenné válik vagy kisebb mennyiségben alkalmazzuk. Következménye: alacsonyabb lesz a sűrített étel energia-, szénhidrát- és zsírtartalma.
A két leggyakrabban használt sűrítési forma:
- Habarás: A habarásnak is két változata ismert.

1. Az egyszerű habarás elsősorban csak sűrít. A lisztet vízzel, zöldséglével vagy natúr csontlével keverik csomómentesre, majd állandó keveréssel a forrásban lévő ételbe öntik.
2. A finom habarás nemcsak sűrít, de jelentősen növeli az étel ízét, energia- és tápanyagtartalmát. Ez esetben a lisztet tejjel, tejföllel, kefirrel, joghurttal vagy tejszínnel keverik simára. Mielőtt azonban a forró ételhez öntenék, kevés meleg főzőlével keverik el, mert különben a tejföl, a kefir, illetve a joghurt pelyhesen kicsapódik. Mivel készítése során - szemben a rántással - pörzsanyag nem képződik, az emésztőrendszeri megbetegedések diétájában szívesen alkalmazzák.

- Rántás: Ennek is több módját ismerjük:
  - Világos rántás: Ezt sok helyen fehér-, vagy vajas rántásnak is nevezik, csak addig pirítjuk a zsírban a lisztet, amíg eredeti színét elveszti, és fehér színűvé válik. Ilyen rántás való a fehér mártáshoz, és a krémlevesekhez.
  - Zsemleszínű rántás: Olyan sűrítési művelet, amikor a felmelegített zsiradékban a lisztet világos zsemleszínűre pirítjuk. A sűrített levesek, főzelékek készítésénél leggyakrabban ezt a rántást használjuk, legtöbbször valamilyen fűszerrel (vöröshagyma, petrezselyem zöldje, fokhagyma, fűszerpaprika stb.) ízesítve. Ez az alapja a magyaros rántásnak is.
  - Barna rántás: A fölmelegített zsiradékban barnára pirított liszttel készült rántás. Ezzel jellegzetes ízt és színt adunk az ételnek (pl. rántott leves). Gyakran pirított cukorral fokozzuk a barnaságot, így jellegzetes íz alakítható ki (pl. vadas mártás). A korszerű konyhatechnológiában jelentősége csökkent, mert az erősen pirított cukor és liszt a gyomor nyálkahártyáját károsíthatja.
  - Különleges eljárással készített rántás: Betegélelmezésben, amikor zsiradék, illetve hevített zsiradék nélkül akarunk egy ételt sűríteni, gyakran alkalmazzuk a diétás és a száraz rántást.
  - Diétás rántás: Fordított sorrendben készített rántás. Először szárazon a kívánt színűre pirítjuk a lisztet, majd a tűzről levéve hozzákeverjük a hideg zsiradékot. A továbbiakban a hagyományos rántáshoz hasonlóan használjuk fel.

1. Száraz rántás: Zsiradék felhasználása nélkül készült rántás. A lisztet állandó keverés mellett hagyományos, teflonbevonatú serpenyőben vagy AMC edényben a kívánt színűre pirítjuk. A tűzről lehúzva hideg vízzel csomómentesre keverjük, majd a sűrítendő ételhez öntjük. A diétás konyhatechnológiában különféle emésztőrendszeri betegségek súlyosabb szakaszában (pl. akut epeköves roham után) alkalmazzuk.

### Sűrítés nélküli
1. angolos, Sűrítés nélküli főzelék. Az alapanyagot sós vízben vagy gőzben megfőzzük, leszűrve tálra halmozzuk, és vaj- vagy margarin darabkákkal meghintjük. Energia- vagy zsírszegény étkezés esetén a zsiradékot elhagyjuk.
2. franciás, Párolással felpuhított, zsírjára pirítva tálalt, sűrítés nélküli főzelék.
3. lengyeles Sűrítés nélküli főzelék. Az alapanyagot sós vízben vagy gőzben megfőzzük, leszűrjük, tálra halmozzuk és megszórjuk vajon pirított zsemlemorzsával. A vajat helyettesíthetjük margarinnal. A diétás étkezésben van jelentősége.

### Csőben sült
A fentiek valamelyikének további sütésével készül: alapanyagot mártással leöntik, sajttal meghintve, forró sütőben megpirítják. A csőben sült ételt azonnal tálalják, mert hosszabb állás után nem csak kihűl, hanem látványából is veszít, „összeesik” az étel.